# Lockheed A-12
Lockheed A-12 (Локхид А-12) — американский высотный самолёт-разведчик, разработанный для ЦРУ США секретным отделением корпорации Lockheed Corporation — Skunk Works. Самолёт был создан на основе идей американского авиаконструктора Кларенса «Келли» Джонсона. А-12 был в производстве с 1962 по 1964 год и находился в эксплуатации с 1963 по 1968 год, последний раз самолёт поднялся в воздух в мае 1968 года. Конструкция одноместного самолёта, первый полёт которого состоялся в апреле 1962 года, послужила основой для создания высокоскоростного высотного разведчика SR-71 Blackbird.

## История
Предварительная разработка А-12, известного под названием «Архангел», велась компанией Локхид в конце 1950-х годов, и её целью было дальнейшее развитие самолёта-разведчика U-2, известного под кодовым названием «Ангел». По мере дальнейших разработок планера самолёта и изменений в его конфигурации, изменялись и его обозначения, принятые в компании Локхид (Архангел-1, Архангел-2 и т. д.). Вскоре эти названия были сокращены и стали известны просто как «А-1», «А-2» и т. д. Таким образом, А-12 являлся 12-й разработкой в серии перспективных самолётов-разведчиков, имевших целью заменить действовавшие на тот момент U-2.
В 1959 году проект А-12 был предпочтён аналогичному проекту компании Convair — KINGFISH. 26 января 1960 года ЦРУ заказало 12 самолётов А-12. После победы в конкурсе проектов дальнейшее производство и разработка А-12 шли под кодовым названием OXCART.
Лётные испытания самолёта начались 25 апреля 1962 года на полигоне Грум Лэйк. Третий, он же первый «официальный» полёт произошёл 30 апреля, а в начале мая 1962 года на самолёте была достигнута сверхзвуковая скорость в 1,1 М. Первым пилотом, пилотировавшим А-12, был лётчик-испытатель Лу Шальк.
Первые пять самолётов А-12, построенные в 1962 году, были оснащены двигателями Pratt & Whitney J75 с тягой 76 кН, позволявшими А-12 достигать скоростей в пикировании приблизительно в 2 М.
В октябре 1962 года на самолёты А-12 стали устанавливать специально разработанные для них новые двигатели J58, с помощью которых в 1963 году на А-12 удалось достичь скоростей 3,2 М. Кроме того, в 1963 году произошла и первая потеря самолёта, когда 24 мая А-12, пилотируемый Кеннетом Коллинсом потерпел крушение над штатом Юта. Тогда для прикрытия ЦРУ выдало самолёт под именем F-105.
Всего по программе разработки А-12 было произведено 18 самолётов, из них 13 были непосредственно А-12 (5 самолётов разбилось, два пилота погибли), 3 являлись прототипами перехватчика YF-12A (один потерян 24 июня 1971), остальные 2 были прототипами палубных самолётов-разведчиков M-21 (один разбился 30 июля 1966 г. в ходе запуска БПЛА).

## Конструкция
Значительная часть деталей планера была изготовлена из титанового сплава В-120 (непосредственно титан закупался в СССР).

## Эксплуатация
Несмотря на то, что изначально самолёт разрабатывался для проведения разведки над территорией Советского Союза и Кубы, А-12 никогда не использовались для этих задач. После того, как 1 мая 1960 года самолёт-разведчик U-2 был сбит в районе Свердловска, СССР считался слишком опасным для выполнения подобных задач (кроме того, для задач разведки к тому времени уже с успехом использовались спутники).
После продолжительных споров ЦРУ решило разместить А-12 в Азии. Первый А-12 (№ 06937) прибыл на авиабазу Кадена (Окинава) в Японии 22 мая 1967 года, после чего 24 и 27 мая туда прибыло ещё два подобных самолёта. В течение 1967 года с авиабазы Кадена самолёты А-12 произвели около двадцати двух вылетов для проведения разведки над территорией Северного Вьетнама. Кроме того, А-12 принимали участие в поисках захваченного американского корабля «Пуэбло». Самолёты А-12 выполнили 29 из 58 запланированных полётов. Первые три полёта обозначены как ВСХ-001, 002, 003 (ВСХ-002 не выполнялся из-за плохой погоды). Все остальные полёты обозначались от ВСХ6704 до ВСХ6858; первые две цифры — год, вторые две — порядковый номер запланированного полёта.
Программа по производству и разработке А-12 была официально закрыта президентом Джонсоном ещё 28 декабря 1966 года в целях экономии бюджета и в связи с разработкой нового самолёта SR-71 Blackbird, основой которого и послужил А-12. Начать сворачивание программы OXCART было предложено с 1 января 1968 года. Кларенс Джонсон, узнав о принятом в разгар успешных боевых вылетов с Окинавы решении, испытал шоковое состояние.
Представители
| Серийный номер | номер | тип          | количество вылетов | часы налёта | судьба |
| -------------- | ----- | ------------ | ------------------ | ----------- | --- |
| 60-6924        | 121   | А-12         | 322                | 418,2       | Демонстрируется в музее лётно-испытательного центра ВВС, в аэропорту Блэкбёрд на заводе 42, Палмдейл, Калифорния. |
| 60-6925        | 122   | А-12         | 161                | 177,9       | Установлен на палубе на авианосце USS Intrepid, Нью-Йорк.                                                         |
| 60-6926        | 123   | А-12         | 79                 | 135,3       | Потерян в 1963 году.                                                                                              |
| 60-6927        | 124   | учебный А-12 | 614                | 1076,4      | На выставке в Калифорнийском научном центре в Лос-Анджелесе, штат Калифорния.                                     |
| 60-6928        | 125   | А-12         | 202                | 334,9       | Потерян в 1967 году.                                                                                              |
| 60-6929        | 126   | А-12         | 105                | 169,2       | Потерян в 1965 году.                                                                                              |
| 60-6930        | 127   | А-12         | 258                | 499,2       | На выставке в Космическом и ракетном центре США, Хантсвилл, Алабама.                                              |
| 60-6931        | 128   | А-12         | 232                | 453,0       | На выставке в штаб-квартире ЦРУ в Лэнгли, Вирджиния.                                                              |
| 60-6932        | 129   | А-12         | 268                | 409,9       | Потерян в 1968 году.                                                                                              |
| 60-6933        | 130   | А-12         | 217                | 406,3       | На выставке в Музее авиации и космонавтики Сан-Диего, парк Бальбоа, Калифорния.                                   |
| 60-6937        | 131   | А-12         | 177                | 345,8       | На выставке в Южном музее авиации, Бирмингем, Алабама.                                                            |
| 60-6938        | 132   | А-12         | 197                | 369,9       | На выставке в Мемориальном парке линкора (USS Alabama).                                                           |
| 60-6939        | 133   | А-12         | 10                 | 8,3         | Потерян в 1964 году.                                                                                              |
| 60-6940        | 134   | М-21         | 80                 | 123,9       | На выставке в Музее полёта, Сиэтл, Вашингтон.                                                                     |
| 60-6941        | 135   | М-21         | 95                 | 152,7       | Потерян в 1966 году.                                                                                              |

## Лётно-технические характеристики

### Технические характеристики
- Экипаж: 1 человек
- Длина: 31,26 м
- Размах крыла: 16,97 м
- Высота: 5,64 м
- Площадь крыла: 170 м²
- Масса пустого: 30 600 кг
- Нормальная взлётная масса: около 53 000 кг
- Двигатели: 2 × турбопрямоточный двигатель с осевым компрессором Pratt & Whitney J58-P4
  - Тяга максимальная: 2 × 10 630 кгс
  - Тяга на форсаже: 2 × 14 460 кгс
  - Масса двигателя: 3200 кг

### Лётные характеристики
- Предельная скорость на высоте: 3100 км/ч (2,6 М)
- Практическая дальность: до 4000 км (с использованием ТРДД без форсажа)
- Продолжительность полёта: до 5 ч
- Практический потолок: 25 000 м
- Скороподъёмность: 60 м/с
- Нагрузка на крыло:
  - при нормальной взлётной массе: 311 кг/м²
- Тяговооружённость:
  - при нормальной взлётной массе: 0,54